# Mehfil
Mehfil (también deletreado mahfil) es una reunión al anochecer de recitación de poesía, entretenimiento cortés o concierto de baile y música clásica indostaní, actuando para una audiencia pequeña en un ambiente íntimo.
Históricamente, los mehfils eran presentados en las casas o palacios de la realeza y nobleza musulmana del norte y centro de la India, que servían como patrocinadores de estos artistas. Los mehfils son también una parte integral de la comunidad musulmana hyderabadí, utilizados como elemento de unidad entre ellos, en todas las partes del mundo.
Generalmente desde mediados del siglo XX son celebrados en las casas de amantes de la música y de la recitación de poesía. El gazal es el género poético habitual en los mehfils. Las recitaciones de gazales en estas reuniones se denominan soyehfil-e-Mushaira en urdu.

## Etimología
La palabra mehfil deriva de la palabra árabe mehfil, que significa una "reunión (festiva) para entretener (o alabar a alguien)."
Mehfil-e-Naat: Es una reunión mehfil islámica en que los invitados se sientan a recitar poesía en alabanza del profeta Mahoma.
Mehfil-e-Sama: Es una reunión de música devota sufí, como la recitación Qawwali y la danza Hadhra, como parte del Dhikr (recuerdo de Dios).

## Cultura popular
Varias reuniones mehfil pueden ser vistas en la película de Satyajit Ray Jalsaghar (1958). Desde finales del siglo XX los conciertos en directo son también llamados soyehfil. "La palabra 'soyehfil' generalmente significa un local donde una interpretación de música o baile tiene lugar.".